# دیوار (فیلم ۱۹۶۲)
«دیوار» (انگلیسی: The Wall) فیلمی در فیلم مستند به کارگردانی Walter de Hoog است.